# Raymond Cauchetier
Raymond Cauchetier (10. ledna 1920 – 22. února 2021) byl francouzský fotograf, známý svou sériií fotografií v letech 1959 až 1968 z natáčení mnoha klíčových filmů francouzské nové vlny. Jeho fotografie jsou důležitým záznamem režisérů Nové vlny na začátku jejich kariéry a jejich nekonvenčních a průkopnických produkčních metod. Profil Cauchetiera z roku 2009 v časopise Aperture prohlásil, že jeho fotografie „jsou samy o sobě ústředním dílem Nové vlny“.

## Životopis
Cauchetier byl samouk a začal fotografovat, když sloužil v žurnalistickém sboru francouzského letectva v Indočíně; jeho jednotka neměla rozpočet na fotografa, koupil si proto vlastní fotoaparát Rolleiflex. Po skončení služby zůstal v regionu a fotografoval Angkor Wat v Kambodži. V roce 1957 se setkal s režisérem Marcelem Camusem, který byl v Kambodži natáčet film Mort en fraude (Uprchlík v Saigonu), a byl najat jako scénograf.
Po Cauchetierově návratu do Francie se mu nepodařilo najít práci fotoreportéra a místo toho byl najat k pořizování snímků pro fotografické romány vydavatele Huberta Serry. Prostřednictvím Serry se Cauchetier seznámil s Jean-Lucem Godardem, poté pracoval jako filmový kritik a doufal, že se sám stane filmařem. Godard najal Cauchetiera jako scénografa pro svůj debutový film À bout de souffle (1960), který je průlomem jak pro Godarda, tak pro francouzskou kinematografii.
Mezi další filmy, na kterých Cauchetier pracoval, patří Léon Morin, prêtre, režie Jean-Pierre Melville, a Jules et Jim, François Truffaut. Jeho fotografie z produkce Godardova třetího filmu Žena je žena v roce 1960 zachytily mimo kameru momenty rostoucího vztahu Godarda s hlavní herečkou Annou Karinou; Godard a Karina se vzali o rok později.
Cauchetier přestal pracovat jako fotograf v roce 1968 kvůli nízké mzdě. V lednu 2020 dosáhl 100 let.

## Citáty
Nikdy jsem nedostal sebemenší radu od profesionála. Vždy jsem improvizoval a vymýšlel, co jsem musel udělat, s vlastní inspirací. Proto si někteří lidé myslí, že moje fotografie nevypadají jako od nikoho jiného?
Raymond Cauchetier

## Publikace
- 1953: Ciel de guerre en Indochine (předmluva: generál letecké divize Lionel-Max Chassin), Lausanne
- 1955: Saigon, Albin Michel
- 2007: Photos de cinéma – Autour de la Nouvelle Vague, 1958–1968, Image France Éditions, text: Marc Vernet
- 2013: Flash-back sur Raymond Cauchetier ISBN 978-2-9546818-0-1

Společné práce:
- Guerre morte …il y avait une guerre en Indochine, de Jean-Pierre Dannaud. Illustrations photographiques de Michel Aubin, Edouard Axelrad, Werner Bischoff, Marcel Bourlette, Robert Bouvet, Daniel Camus, Raymond Cauchetier, Paul Corcuff, Raoul Coutard, Guy Defive, Dervoust, Yves Fayet, Pierre Ferrari, Ernst Haas, Jacques Jahan, Françis Jauréguy, Fernand Jentile, Georges Liron, René Martinoff, Missions étrangères, Nguyen Manh Danh, Jacques Oxenaar, Jean-Marie Pelou, Jean Péraud, Jean Petit, S.I.V.N., Raymond Varoqui. Supplément à la revue Indochine Sud-Est Asiatique, Imp. Georges Lang, Paris, 1954. La Pensée Moderne, 1973.

## Výstavy
- 1964: Faces of Vietnam, Smithsonian Institute, Washington, USA
- 2005: Saigon 1955 – Ho Chi Minh Ville 2005, Ho Chi Minh Ville, Vietnam
- 2008: Paris fait son cinéma, École du Louvre et Forum des Images, Paříž, Francie
- 2010: Nouvelle Vague, James Hyman Gallery, Londres, Angleterre, 14. července – 28. srpna[4]
- 2012: Le cinéma du reporter, Polka Galerie, Paříž, 25. ledna – 3. března 2012[5]
- 2012: Nouvelle Vague, Academy of Motion Picture Arts and Sciences, Los Angeles, USA
- 2013: Salon de la photo, Paříž